# Regino van Prüm
Regino van Prüm (Altrip, ca. 840/50 - Trier, 915) was abt, kroniekschrijver en muziektheoreticus. Tussen 892 en 899 was Regino de zevende abt van de Abdij van Prüm. Bij de inval van de Noormannen in 892 bevond hij zich in het benediktijnerklooster van Prüm waarover hij, in hetzelfde jaar, als abt werd benoemd. Hij gaf er de berooide en verminkte prins Hugo, zoon van koning Lotharius II, de tonsuur, leerde uit de eerste hand over de Lotharische opstand en schreef er over in zijn kroniek. Deze benoeming als abt was niet naar de zin van twee plaatselijke heren, die hun broer, Richer op Regino's plaats hadden gewild. Onder hun druk verliet Regino Prüm en zocht steun bij Ratbod, aartsbisschop van Trier (883-915), die hem in 899 in het Sint Martinusklooster van deze stad als overste aanstelde.

## Werken
Anno 885 schreef Regino de Kroniek van de daden van de Frankische koningen.
In Trier schreef Regino tussen 900 en 908 drie werken. Zijn geschriften hebben een uiteenlopend karakter. Zijn De re harmonica institutione heeft belang op het gebied van de kerkelijke muziekgeschiedenis, het Chronicon (de eerste wereldkroniek van Duitse bodem) beschrijft het wereldgebeuren vanaf Christus' geboorte tot en met 906, terwijl zijn Libri duo de synodalibus causis et disciplinis ecclesiasticis een belangrijke bron is voor kerkwettelijke en gerechtelijke samenkomsten of synoden in het Duitse Rijk.
Hij stelde musica naturalis (muziek van de sferen, de ziel en de stem) tegenover musica artificialis, instrumentale muziek.
Het in Prüm in 1852 opgerichte gymnasium is naar Regino vernoemd en betrekt de gebouwen van de voormalige abdij.

## De wereldkroniek van Regino van Prüm
In Trier schreef Regino van Prüm in 907 zijn Chronicon, een wereldkroniek vanaf de geboorte van Christus tot het jaar 906. Tot 814 maakte hij gebruik van oudere kroniekschrijvers zoals Beda Venerabilis en Paulus Diaconus. Tussen 814 en 870 steunt hij op een onzekere overlevering. Vanaf dan maakt hij gebruik van zijn eigen waarneming. Na 906 werd het Chronicon tot 967 verdergezet door Adalbert van Maagdenburg.